# Earthworm Jim 3D
Earthworm Jim 3D (с англ. — «Червяк Джим 3D»; сокр. EWJ3D) — видеоигра серии Earthworm Jim в жанре платформер, разработанная студией VIS Entertainment и изданная компанией Interplay Entertainment для игровой приставки Nintendo 64 в 1999 году. В следующем году Earthworm Jim 3D была портирована на PC-совместимые компьютеры под управлением Windows, а в 2009 году стала доступна в сервисе цифровой дистрибуции Steam.
Игра является первой и единственной частью серии, выполненной в трёхмерной графике. По сюжету на голову червяка Джима упала корова, из-за чего он попал в больницу, где лежит в коме. Для того, чтобы выбраться из неё, червяк должен найти в своём подсознании мраморные шарики и золотые вымя, а также одолеть злодеев, переместившихся в свой мозг. Игроку доступны такие разделы мозга Джима, как память, счастье, страх и фантазия, в которых нужно уничтожать врагов с помощью различного оружия и собирать предметы: шарики мрамора позволяют Джиму возвращать умственные способности и открывать новые уровни, а золотые вымя — получать доступ к различным разделам мозга.
Разработка Earthworm Jim 3D длилась три года. За это время команда создателей столкнулась с множеством трудностей, из-за чего выпуск неоднократно откладывался, а из самой игры были удалены многие уровни и персонажи, версию же для приставки PlayStation отменили. Выход Earthworm Jim 3D был неоднозначно встречен игровой прессой. Некоторые обозреватели позитивно отнеслись к дизайну уровней и звуковому сопровождению, однако ряд рецензентов разочаровались в Earthworm Jim 3D из-за технических недоработок и неудобной системы камер.

## Игровой процесс

Джим стреляет во врага из бластера. В отличие от предыдущих игр серии, в Earthworm Jim 3D необходимо собирать шарики мрамора и золотые вымя для прохождения

Earthworm Jim 3D представляет собой игру в жанре платформер, выполненную в трёхмерной графике. Игровая механика схожа с другими представителями жанра на Nintendo 64, такими как Super Mario 64, Banjo-Kazooie и Donkey Kong 64.
Новые локации в разуме Джима открываются путём сбора золотых вымя, а новые уровни в каждой локации открываются сбором мраморных шариков, которые повышают разумность Джима. Об основных заданиях рассказывает священная корова созерцания. Как и в предыдущих играх Earthworm Jim, несмотря на многочисленные элементы платформера, основным боевым методом Джима является стрельба из своего бластера. В игровых автоматах также можно получить другое оружие. С помощью некоторого из них можно целиться с камерой от первого лица, что позволяет стрелять в труднодоступных врагов и объекты. Запас каждого оружия ограничен. В некоторых случаях предстоит выполнять определённые задания, например пройти некоторый участок за ограниченное время или же сразиться с боссом.
У Джима присутствуют очки здоровья. Если персонаж будет подвержен атаке врага, наткнётся на опасный объект или упадёт с большой высоты, то очки здоровья будут уменьшаться. Пополнять их можно сбором мраморных шариков, а также молекул, которые вылетают из уничтоженных врагов. Кроме оружия, у Джима присутствуют такие возможности, как вертушка (Джим крутит своей головой как пропеллером, позволяя кратковременно лететь), высокий прыжок (позволяет Джиму запрыгивать на высокие объекты), атака хлыстом (Джим использует себя в качестве хлыста) и приседание (позволяет Джиму уворачиваться от оружия врагов, а также катиться по земле).

## Сюжет
Когда Джим играл на аккордеоне, на его голову внезапно упала корова, из-за чего он попал в больницу, где находится в состоянии комы. Джим просыпается в своём разуме и обнаруживает, что он сошёл с ума. Злодеи из его прошлого поселились у него в разуме, и если что-то не произойдёт в ближайшее время, Джим останется в коме навсегда. Его супер-эго сражается в разуме, чтобы остановить безумие. Для того, чтобы восстановить своё психическое здоровье, он должен найти все золотые вымя, а для повышения ума — мраморные шарики. Когда Джим входит в свой разум, он узнаёт, что четыре локации разума были взяты под контроль его злодейскими соперниками, о чём ему сообщает священная корова созерцания. Джим должен собрать золотые вымя, чтобы открыть другие локации, и шарики мрамора, чтобы разблокировать уровни в локациях. В итоге Джим побеждает четырёх злодеев, которые взяли на себя владение локациями его разума, и, наконец, выходит из комы.

## Разработка и выход игры
Вскоре после выхода Earthworm Jim 2, студия Shiny Entertainment была куплена компанией Interplay Entertainment, которая затем взяла на себя их проекты. Также над франшизой Earthworm Jim работала VIS Entertainment, и было решено, что как и во многих платформерах того времени, таких как Mario и Sonic the Hedgehog, геймплей будет переведён в 3D. Разработка началась в 1996 году; изначально Earthworm Jim 3D планировался к выходу летом 1998 года, однако разработка затянулась до трёх лет.
С долгим циклом разработки появились проблемы. Много содержимого из превью и рекламных материалов уже не было в финальной версии, особенно это проявилось в том, что в окончательной версии игры в локации «страх» злодеем был кот Зловред, где поначалу в качестве злодея выступал профессор Обезьяноголовый. Многие уровни были просто удалены из финальной версии игры (например, уровень, где Джим уменьшен до размера муравья и бегает по дому). Кроме того, Злой Джим, злобный двойник Червяка Джима из мультсериала, как сообщалось, был частью игры. Ранние скриншоты и видеоматериалы также отображали Джима на карманной ракете в гонках и других миссиях, а также сноуборд.
В то время оригинальный дизайнер серии Дэвид Перри продал права на серию. Персонажи должны были переработаны для перехода от скроллингового 2D в 3D. Перри и оригинальный создатель серии Дуг ТенНэйпел вначале участвовали в разработке игры в качестве второстепенных консультантов, но были уволены по неизвестным причинам. Оба заявили, что они ненавидели всё, что было сделано с Earthworm Jim 3D, но юридически не могли ничего сделать. ТенНэйпел сказал, что чувствует серию «разрушенной». Проблемы с частотой кадров и анимацией по-прежнему возникали в игре, когда она разработка была на 70 % завершена. Изначально планировалось выпустить игру на PlayStation, но в итоге от этого отказались.
Релиз Earthworm Jim 3D состоялся 31 октября 1999 года для Nintendo 64 в США, где издателем выступила компания Rockstar Games, а 17 декабря того же года игра вышла в Европе. 29 июня следующего года состоялся выпуск портированной версии для персональных компьютеров под управлением Windows. 4 ноября 2009 года Earthworm Jim 3D стала доступна в сервисе цифровой дистрибуции Steam.

## Оценки и мнения
| Сводный рейтинг       | Сводный рейтинг | Сводный рейтинг |
| Издание               | Оценка          | Оценка          |
| Издание               | N64             | PC              |
| --------------------- | --------------- | --------------- |
| GameRankings          | 59,32 %         | 55,70 %         |
| Game Ratio            |                 | 54 %            |
| MobyRank              | 70/100          | 68/100          |
| Иноязычные издания    |                 |                 |
| Издание               | Оценка          | Оценка          |
| Издание               | N64             | PC              |
| AllGame               | [ 6 ]           | [ 7 ]           |
| Game Informer         | 5,75/10         |                 |
| GamePro               | [ 8 ]           |                 |
| GameSpot              | 6,3/10          | 3,2/10          |
| GameSpy               |                 | 75/100          |
| IGN                   | 7,3/10          | 6/10            |
| Nintendo Power        | 6,8/10          |                 |
| PC Gamer (UK)         |                 | 45/100          |
| Русскоязычные издания |                 |                 |
| Издание               | Оценка          | Оценка          |
| Издание               | N64             | PC              |
| Absolute Games        |                 | 75 %            |
| «Игромания»           |                 | 8,4/10          |
| «Страна игр»          | 6,5/10          | 6,5/10          |

Earthworm Jim 3D получила от рецензентов неоднозначные отзывы. На сайте GameRankings средняя оценка составляет 59,32 %, а на MobyGames — 70 баллов из 100 возможных. Игра не рассматривалась как провал или успех. Во многих обзорах Earthworm Jim 3D называют скучной, посредственной и неспособной конкурировать со многими другими аналогичными, более хорошими платформенными играми, такими как Super Mario 64, Rayman 2 или Banjo-Kazooie.
Серьёзные претензии высказаны на сайте GameSpot Джеймсом Милке о системе камер: он писали, что создавалось ощущение, словно у камеры была «камикадзе-миссия по уничтожению игры». Мэтт Касамассина (IGN) был немного более снисходительным к игре, хваля звук и графику, но по-прежнему критикуя камеру и теряющееся управление.
Портированная версия игры на Windows получила преимущественно негативные отзывы от прессы. На сайтах GameRankings и MobyGames средняя оценка составляет соответственно 55,70 % и 68 баллов из 100. На GameSpot заключили: «В Earthworm Jim 3D есть что-то, что отталкивает всех людей от игры. Поклонники серии будут разочарованы тусклым переводом персонажей в 3D, все остальные будут разочарованы ужасной камерой». Похожее мнение оставили на сайте IGN.